# Праслово (Смоленская область)
Пра́слово — деревня в Смоленской области России, в Глинковском районе. Население — 21 житель (2007 год) . Расположена в центральной части области в 9 км к северо-востоку от села Глинка, в 10 км западнее автодороги Р137 Сафоново — Рославль, на правом берегу реки Устром. В 6 км южнее деревни железнодорожная станция Нежода на линии Смоленск — Сухиничи. Входит в состав Глинковского сельского поселения.

## История
В годы Великой Отечественной войны деревня была оккупирована гитлеровскими войсками в июле 1941 года, освобождена в ходе Ельнинско-Дорогобужской операции в 1943 году.